# Trabea (genere)
Trabea Simon, 1876 è un genere di ragni appartenente alla famiglia Lycosidae.

## Distribuzione
Le 13 specie sono state rinvenute in varie località dell'Africa e dell'Europa meridionale: la specie dall'areale più vesto è la T. paradoxa, rinvenuta in varie località dell'Europa meridionale (Italia, Grecia, Spagna, Portogallo) e della Turchia.

## Tassonomia
Per l'istituzione di questo genere sono stati esaminati gli esemplari tipo di T. paradoxa Simon, 1876.
La grafia Trabaea è ingiustificata e, dove presente, è da considerarsi un refuso. Considerata sinonimo anteriore di Trabaeosa Roewer, 1960d secondo le analisi effettuate sugli esemplari di T. heteroculata Strand, 1913 a seguito di un lavoro dell'aracnologo Russell-Smith del 1982.
Non sono stati esaminati esemplari di questo genere dal 2020.
Attualmente, a dicembre 2021, si compone di 13 specie:
- Trabea bipunctata (Roewer, 1959) — Repubblica Democratica del Congo, Ruanda, Malawi, Etiopia
- Trabea cazorla (Snazell, 1983) — Spagna, Marocco, Algeria
- Trabea heteroculata Strand, 1913 — Ruanda, Tanzania, Kenya
- Trabea natalensis Russell-Smith, 1982 — Africa meridionale
- Trabea nigriceps Purcell, 1903 — Africa meridionale
- Trabea nigristernis Alderweireldt, 1999 — Malawi
- Trabea ornatipalpis Russell-Smith, 1982 — Africa meridionale
- Trabea paradoxa Simon, 1876[2] — Europa meridionale, Turchia
- Trabea purcelli Roewer, 1951 — Africa meridionale
- Trabea rubriceps Lawrence, 1952 — Africa meridionale
- Trabea setula Alderweireldt, 1999 — Malawi
- Trabea unicolor (Purcell, 1903) — Africa meridionale
- Trabea varia Purcell, 1903 — Africa meridionale

### Sinonimi
- Trabea straeleni (Roewer, 1960); posta in sinonimia con T. bipunctata (Roewer, 1959) a seguito di uno studio di Alderweireldt del 1999 e contra un lavoro di Russell-Smith del 1982[1].